# Вулиця Героїв Крут (Житомир)
Вулиця Героїв Крут — вулиця в Корольовському районі міста Житомир.
Названа на честь вояків — київських курсантів та козаків, що прийняли бій московськими окупантами під керівництвом Муравйова біля селища Крути.

## Розташування
Розташована на теренах Путятинки: переважна частина вулиці в історичній частині міста — в Старому місті, кінець вулиці — на Кашперівці.

## Історія

### Історія назви
Історична назва вулиці, відома з другої половини ХІХ століття — Дмитрівська. З 1937 року вулиця носила назву «вулиця Леваневського». Під час узгоджень перейменувань топонімічних об'єктів, що підпадали під декомунізаційні закони, пропонувалось долучити вулицю до вулиці Дмитрівської. Житомирський міський голова не включив вулицю до розпорядження з перейменування, тому остаточне рішення ухвалював голова ОДА.
Була перейменована у відповідності до розпорядження голови Житомирської ОДА.

### Історія формування вулиці
Ділянка між вулицями Князів Острозьких та Східною виникла й формувалася протягом другої половини ХІХ століття — початку ХХ століття згідно з генеральними планами міста середини ХІХ століття, переважно на вільній від забудови місцевості тодішньої околиці міста.  
У середині ХІХ століття поперек траси запроєктованої вулиці, на місці сучасного перехрестя з вулицею Князів Острозьких пролягав путівець, обабіч якого поставали декілька будинків з присадибними ділянками. За місцем розташування сучасного перехрестя вулиць Героїв Крут та Івана Мазепи пролягав путівець у напрямку Другої Хінчанки, фрагмент якого зберігся дотепер і відомий як провулок Льотчика Крутеня.
У 1879 році вулиця починалася глухим кутом перед перехрестям з вулицею Міщанською та завершувалася тупиком на схід від неї.
До початку ХХ століття вулиця сформувалася до перехрестя зі Східною вулицею згідно з генеральними планами.
Забудова вулиці до перехрестя зі Східною вулицею формувалася переважно протягом другої половини ХІХ століття — першої половини ХХ століття. До більшовицького перевороту на цій ділянці сформувалася переважна частина одноповерхової житлової забудови. 
Ділянка від Східної вулиці до проїзду Академіка Тутковського формувалася поза межами планувальної структури Старого міста. Спершу відома як провулок Биковського. Назва провулку походить від прізвища домовласників. Забудова провулка формувалася на початку — в середині ХХ століття.